# Odontología basada en hechos
La odontología basada en hechos es una forma de práctica clínica en la cual los profesionales y pacientes toman decisiones acerca de tratamientos basados en la mejor información biomédica disponible. Esta información se recopila mediante un proceso que involucra 5 etapas: 
1. Formulación de la pregunta con enfoque clínico
2. Búsqueda y recuperación de la información, particularmente de bases de datos biomédicas
3. Selección de los estudios pertinentes y análisis crítico de las pruebas para determinar la efectividad de las intervenciones clínicas
4. Aplicación de las intervenciones seleccionadas y
5. Evaluación del desempeño y medición del efecto clínico.

El primer artículo acerca de la odontología basada en hechos fue publicado en 1995 en la revista British Dental Journal por Derek Richards y Alan Lawrence. Posteriormente Richards fundaría el "Centre for Evidence-based Dentistry".
Asimismo, el primer sitio en español se creó el año 1999 en Chile por el Grupo de Odontología basada en Hechos de la Facultad de Odontología de la Universidad de Valparaíso, y posteriormente la Unidad de Odontología Basada en Hechos, se creó en la Facultad de Odontología de la Universidad de Chile♙
En 1998 apareció la primera publicación dedicada a la OBE como suplemento de la British Dental Journal y posteriormente como una revista independiente, llamada Evidence based Dentistry Journal en español apareció publicado en la Revista de la Facultad de Odontología de la Univ. de Valparaíso el año 2000.
Actualmente existen centros en Estados Unidos de América, India y Argentina. En 2005, la Asociación Odontológica Argentina creó la Comisión de Odontología Basada en Hechos.